# Castle Bruce River
Der Castle Bruce River ist ein Fluss an der Küste im Osten von Dominica im Parish Saint David, im Carib Territory.

## Geographie
Der Castle Bruce River ist im Grunde genommen nur der Unterlauf des Belle Fille River. Er trägt diesen Namen ab der Mündung des Raymondstone Rivers, der bei Raymondstone, im Tal von Castle Bruce einmündet. Der Fluss bildet bald darauf in seinem Flussdelta mehrere Mündungsarme, wobei der nördliche davon noch weitere kleine, unbenannte Bäche vom Südhang des Morne Fraser aufnimmt und kurz vor der Mündung in der St. David Bay (Anse Quanery) wieder mit dem Hauptarm zusammenfließt. Der südliche Mündungsarm passiert Morpo (Dix Pas) und schlängelt sich kurz vor der Küste wieder nach Norden. Der wiedervereinigte Fluss mündet bei Tranto in den Atlantik. Der Fluss ist ca. 2 km lang.
Er liegt zwischen den Einzugsgebieten von Richmond River (N) und Rosalie River.